# Born Hater
Born Hater ist ein Lied der Südkoreanischen Hip-Hop-Gruppe Epik High. Das Veröffentlichungsdatum war der 18. Oktober 2014 als Single ihres achten Studioalbums Shoebox. In dem Song singen die Rapper Beenzino, Verbal Jint, B.I., Mino und Bobby.

## Hintergrund und Entwicklung
Am 13. Oktober 2014 machte YG Entertainment mit einem Poster bekannt, dass Epik High eine Single veröffentlichen werde. Das Album Shoebox erschien am 28. Oktober und war das erste Album seit zwei Jahren.
Am 15. Oktober wurden die übrigen Sänger durch den offiziellen Blog von YG Entertainment veröffentlicht. Mit dabei waren die Rap-Veteranen Verbal Jint, Beenzino, Illionaire Records und Mino aus der Band „Winner“ sowie B.I. und Bobby aus der Band IKON.

## Veröffentlichung
Schon am 18. Oktober wurde die Single durch ihren YouTube-Account vorveröffentlicht. Neben den Konzerten und Fan-Meetings spielten Epik High den Song auch auf mehreren Preisverleihungen und Jahres-End-Shows. So zum Beispiel bei den Mnet Asian Music Awards 2014, bei denen Epik High zum fünften Mal den Preis für die beste Rap-Performance gewannen. Mit auf der Bühne waren Mino, B.I. und Bobby.

## Komposition
Es geht in dem Album um die Überlebenskämpfe der Gruppe in den letzten Jahren. Der Text zu Born Hater wurde über die Gedanken der Band zu sogenannten „Internet Haters“. Besonders das Bandmitglied Tablo äußert sich in dem Lied über die Verfolgung im Netz durch die Gruppe „TaJinYo“, eine Gruppe anonymer Internetnutzer, die im Netz eine Art Hexenverfolgung auf wie sie es nennen Tablos verfälschte akademische Karriere machen. Sie beschuldigen ihn zu lügen, wenn es um seine akademischen Titel geht, die er an der Stanford University erhalten hat. Er hat dort in dreieinhalb Jahren den Bachelor und Master in englischer Sprache und kreativem Schreiben gemacht. Die Universität besitzt Dokumente, die das bestätigen. Dieser Zwischenfall hat der Gruppe eine Produktionspause von fast zwei Jahren beschert.